# Senijad Ibričić
Senijad Ibričić (Kotor Varoš, 26. rujna 1985.) bivši je bosanskohercegovački nogometaš.

## Klupska karijera
Krenuo je Ibričić s nogometnom karijerom nastupavši za NK Podgrmeč iz Sanskog Mosta u Bosni i Hercegovini odakle u siječnju 2004. godine kao 18-godišnjak odlazi na probu u Monaco, no, ne potpisuje ugovor. 6 mjeseci kasnije, u predvečerje Hajdukove blamaže sa Shelbourneom, dolazi na probu u Split. 

Zadržao se oko mjesec dana, u samom gradu "podno Marjana", te na pripremama u Sloveniji. Iako je krenuo s 3 pogotka u prvoj pripremnoj utakmici, tadašnji trener "bilih" Ivan Katalinić nije u njemu vidio pojačanje, te Ibro razočaran napušta klub.

### NK Zagreb
Odmah nakon te probe, odlazi na još jednu u Kranjčevićevu gdje je napokon potpisao ugovor, i to već nakon par odrađenih treninga. Debitirao je 31. srpnja baš na Poljudu tokom Zagrebove 4:2 pobjede. 

Već za vrijeme te prve sezone u Zagrebu biva jedan od boljih igrača kluba zabilježivši 26 utakmica, te 3 pogotka. U sličnom stilu nastavlja sve do studenog 2006. i gostovanja u Rijeci gdje ozlijeđuje prednje križne ligamente, što ga miče s terena na 6 mjeseci. Ipak, već se nagodinu vraća u velikom stilu, te bilježi najbolju sezonu do tad. U 31 nastupu zabija 12 puta, uz to jednom prilikom čak 4 gola na utakmici s Međimurjem. Na kraju sezone navijači kluba dodjeljuju mu nagradu "Ponos purgera" za najboljeg igrača sezone.
Uoči sezone 2008./09. opet je na probi. Ovaj put u kijevskom Dinamu. No, iako je struka ukrajinskog kluba bila zadovoljna igračem, zbog nesuglasica oko odštete Zagrebu transfer ipak nije realiziran. 

### Hajduk
Nakon toga, javlja se Hajduk sa željom da ispravi pogrešku napravljenu prije 4 godine. Nakon dogovorene odštete od 1,5 milijuna €, Ibričić potpisuje 5-godišnji ugovor za Hajduk. 

Kreće dobro, donosi klubu pobjedu u prvom kolu prvenstva golom iz slobodnog udarca u stilu legendarnog Blaža Sliškovića, ali se kasnije ipak znao naći i na klupi, a pred kraj jeseni, pod vodstvom Ante Miše, postaje partner Nikole Kalinića u vršku napada. Tijekom druge polusezone 2008./09. Ibričić postaje miljenik Torcide zbog svoje dobre igre i zalaganja na terenu. Uskoro je glavni igrač Hajduka i neizostavni član udarne postave. U sezoni 2009./10. postaje glavni igrač Hajduka te na kraju sezone dobiva nagradu žutu majicu Sportskih novosti te postaje prvi igrač Hajduka još od 1992. i Gorana Vučevića koji je dobio tu prestižnu nagradu.
U kolovozu 2010. mu je dodijeljena nagrada Hajdučko srce koju dobivaju igrači Hajduka koji na terenu pokazuju najveću borbenost.
Statistika u Hajduku
| Natjecanje        | Nastupi | Zgoditci |
| ----------------- | ------- | -------- |
| Prvenstvo         | 76      | 35       |
| Kup               | 16      | 9        |
| Superkup          | 1       | 0        |
| Međunarodne       | 16      | 5        |
| Splitski podsavez | 0       | 0        |
| Ukupno            | 109     | 49       |
| Prijateljske      | 47      | 14       |
| Sveukupno         | 156     | 63       |

### Lokomotiv
13. siječnja biva transferiran u ruski klub Lokomotiv Moskva za 5 milijuna € i 20% od idućeg transfera.

### FK Vardar Skoplje
U veljači 2015. godine u dogovoru sa svojim turskim klubom Erciyessporom otišao je na posudbu u FK Vardar Skoplje.

## Reprezentativna karijera
U reprezentaciji je zabilježio 42 nastupa i postigao 4 pogotka. Dolaskom bivšeg mu trenera iz Zagreba, Miroslava Blaževića, na izborničko mjesto postao je standardan igrač u reprezentaciji BiH.

## Statistika karijere
| Sezona    | Klub           | Liga                           | Nastupi | Golovi |
| --------- | -------------- | ------------------------------ | ------- | ------ |
| 2003./04. | NK Podgrmeč    | Nogometna Premijer liga BiH    | 23      | 16     |
| 2004./05. | NK Zagreb      | Prva HNL                       | 27      | 3      |
| 2005./06. | NK Zagreb      | Prva HNL                       | 25      | 3      |
| 2006./07. | NK Zagreb      | Prva HNL                       | 17      | 4      |
| 2007./08. | NK Zagreb      | Prva HNL                       | 31      | 12     |
| 2008./09. | Hajduk Split   | Prva HNL                       | 30      | 12     |
| 2009./10. | Hajduk Split   | Prva HNL                       | 29      | 17     |
| 2010./11. | Hajduk Split   | Prva HNL                       | 16      | 6      |
| 2011./12. | Lokomotiv      | Ruska Premijer liga            | 28      | 4      |
| 2012./13. | Gaziantepspor  | Süper Lig                      | 13      | 2      |
| 2012./13. | Kasımpaşa SK   | Süper Lig                      | 14      | 4      |
| 2013./15. | Erciyesspor    | Süper Lig                      | 30      | 4      |
| 2014./15. | Vardar Skoplje | Prva makedonska nogometna liga | 13      | 5      |
| 2015./16. | Karşıyaka      | TFF Prva Liga                  | 6       | 0      |
| 2015./16. | Sepahan        | Iranska Pro Liga               | 5       | 0      |
| 2016./17. | Koper          | Prva slovenska nogometna liga  | 29      | 6      |
| 2017./18. | Domžale        | Prva slovenska nogometna liga  | 0       | 0      |

Zadnje ažuriranje 24. lipnja 2017. godine

## Vanjske poveznice
- Profil Senijada Ibričića na engleskom
- Profil Senijada Ibričića na Soccerwayu
- Ibričić - intervju  Arhivirana inačica izvorne stranice od 4. ožujka 2016. (Wayback Machine)